# Bruno Wolnik
Bruno Wolnik SJ (ur. 6 października 1882 w Bieńkowicach, zm. 7 września 1960 w Lusace) – polski duchowny rzymskokatolicki, jezuita, misjonarz, prefekt apostolski w Rodezji, przełożony Polskiej Misji w Rodezji.

## Życiorys
Urodził się 6 października 1882 w Bieńkowicach jako syn Pawła i Ewy z domu Piela. Kształcił się u Jezuitów w Chyrowie. Po wstąpieniu do zakonu odbywał studia filozofii w Nowym Sączu od 1908 do 1910 i teologii w Krakowie od 1910 do 1914. Podczas I wojny światowej służył jako kapelan przy armii niemieckiej.
Po odzyskaniu przez Polskę niepodległości pełnił funkcje wicerektora i rektora w Krakowie od 1920 do 1925. W połowie lat 20. udał się na misje do Rodezji Północnej w Afryce. 17 października 1927 został pierwszym prefektem i superiorem wyodrębnionej 14 lipca 1927 północno-rodezyjskiej Prefektury Apostolskiej Broken Hill (Archidiecezja Lusaka). Przejściowo jego rezydencją było Kasisi, po czym od stycznia 1929 Broken Hill. Ze stanowiska ustąpił 14 lipca 1950, po czym posługiwał nadal jako misjonarz.
Zmarł 7 września 1960 w Lusace.